# Відносини Румунія — НАТО
Румунія приєдналася до Організації Північноатлантичного договору (НАТО) 29 березня 2004 року після рішення, прийнятого на саміті в Празі в листопаді 2002-го. Для Румунії це важливий ступінь прогресу з вирішальним впливом на зовнішню і внутрішню політику країни. Членство в НАТО представляє гарантію безпеки і зовнішньої стабільності, що є життєво важливим для забезпечення успішного розвитку країни. Румунія відіграє активну роль в просуванні цінностей і завдань Альянсу, яка бере участь в операціях і місіях Альянсу.

## Військові відносини і миротворчі місії
Румунія була партнером союзних військ під час війни в Перській затоці, особливо як президент Ради Безпеки ООН. Румунія бере активну участь у миротворчих операціях в Анголі, Боснії, Албанії, в Афганістані і пославши 860 солдатів до Іраку після вторгнення туди під проводом США.
Незважаючи на розбіжності в парламенті і серед населення країни, Румунія підтримала НАТО в косовській кампанії і надала офіційне затвердження для проліту сил НАТО у румунському повітряному просторі. Вона була першою країною, що приєдналась до програми «Партнерство заради миру».
Румунія також є членом Організації з безпеки і співробітництва в Європі (ОБСЄ) та Ради північноатлантичного співробітництва (РПАС).